# Кале (Петрино)
Кале (на македонска литературна норма: Кале) е антична и средновековна крепост над ресенското село Петрино, Северна Македония.

## Местоположение
Калето се намира на 8 – 9 km западно от Петрино, в източните склонове на Петринската планина (Изток). Разположена е на самия превал Изток, на 1540 m надморска височина, където снегът се задържа няколко месеца през зимата. Старият път от Преспа за Охрид минава покрай Калето, а оттук се изкачва до прохода на билото Изток. Този маршрут е със 17 km по-къс от северния маршрут – през прохода Буковик, през който днес минава пътят Ресен – Охрид. В древността Виа Егнация е използвал северния път за движение на коли, докато по-южния път – през Евла – е използван само за коне, тъй като проходът през Изток е с 500 m по-висок от този през Буковик, а и е много стръмен.

## История
Крепостта е по-малка от разположената на 4 km на изток крепост Кале. Укрепена е с кула, а стените ѝ са възстановени в края на античността и са защитени с отбранителен ров пред тях. Поради много високото си положение тази крайпътна стража вероятно е била използвана само сезонно.
Според Иван Микулчич Евленското кале, заедно с разположеното на 4 km западно Кале в землището на Петрино са фрурионът Василида, възстановен през 1015 година на планинския път между Охрид и Преспа. Томо Томоски идентифицира Кале с пътната станция Брикида.